# القرار الرئيس لمجلس المبعوثين الإمبراطوري

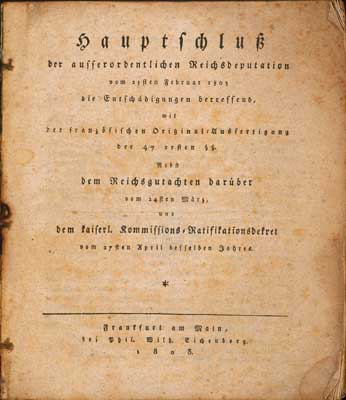

القرار الرئيس لمجلس المبعوثين الامبراطوري (بالألمانية: Reichsdeputationshauptschluss) كان آخر قانون مهم للامبراطورية الرومانية المقدسة. اعتمد القرار في الاجتماع الأخير للرايخستاغ الدائم في 25 شباط 1803 في ريجينسبرج ودخل حيز النفاذ مع التصديق القيصري بتاريخ 27 نيسان 1803 . اعتمد نص القرار هذا على خطة التعويض بين فرنسا والنمسا التي تعود إلى حزيران 1802 والتي تأسست على معاهدة ونفيل للسلام 1801 (المادة 7) .